# Lentipes watsoni
Lentipes watsoni är en fiskart som beskrevs av Allen, 1997. Lentipes watsoni ingår i släktet Lentipes och familjen smörbultsfiskar. Inga underarter finns listade i Catalogue of Life.